# Lacus Perseverantiae

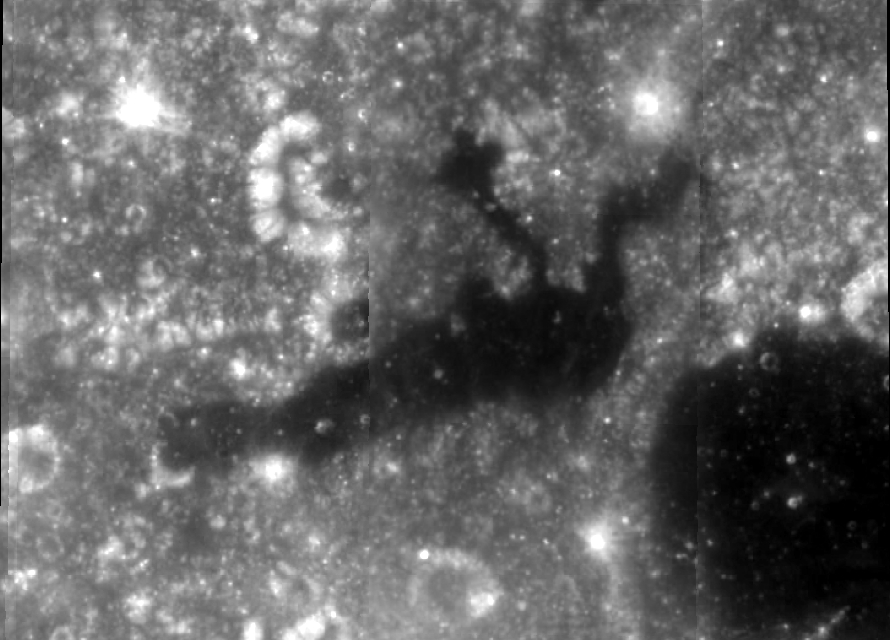
Lacus Perseverantiae

Lacus Perseverantiae (łac. Jezioro Wytrwałości) – to małe morze księżycowe położone na północny wschód od krateru Firmicus. Jego współrzędne selenograficzne to 8,0° N, 62,0° E, a średnica wynosi 70 km. Nazwa została zatwierdzona przez Międzynarodową Unię Astronomiczną w roku 1979.